# Vlag van Borsbeek
De vlag van Borsbeek werd door de gemeenteraad op 6 maart 1992 officieel vastgesteld als de gemeentelijke vlag van de Antwerpse gemeente Borsbeek. Op 16 februari 1993 werd hij door het Bestuur van Vlaanderen bevestigd en uiteindelijk gepubliceerd op 21 juni 1994 in het officiële Belgisch Staatsblad.
Officieel wordt de vlag beschreven als:
Doorsneden 1. geel met in de broektop een rode bloem 2. negen even hoge banen van rood en van geel.
De bloem is een bors, en de oorsprong van de naam van de gemeente, beek. De rode en gele banen in de onderste helft van de vlag doen denken aan de zes rode en gele banen van het tweede en derde kwart van het vierde kwart van het gemeentewapen van Borsbeek.
Op 1 januari 2025 is de gemeente Borsbeek opgegaan in Antwerpen, waarmee de vlag als gemeentevlag kwam te vervallen. Sindsdien werd Borsbeek als tiende district aan Antwerpen toegevoegd. De vlag van Borsbeek blijft ongewijzigd als vlag van het district.

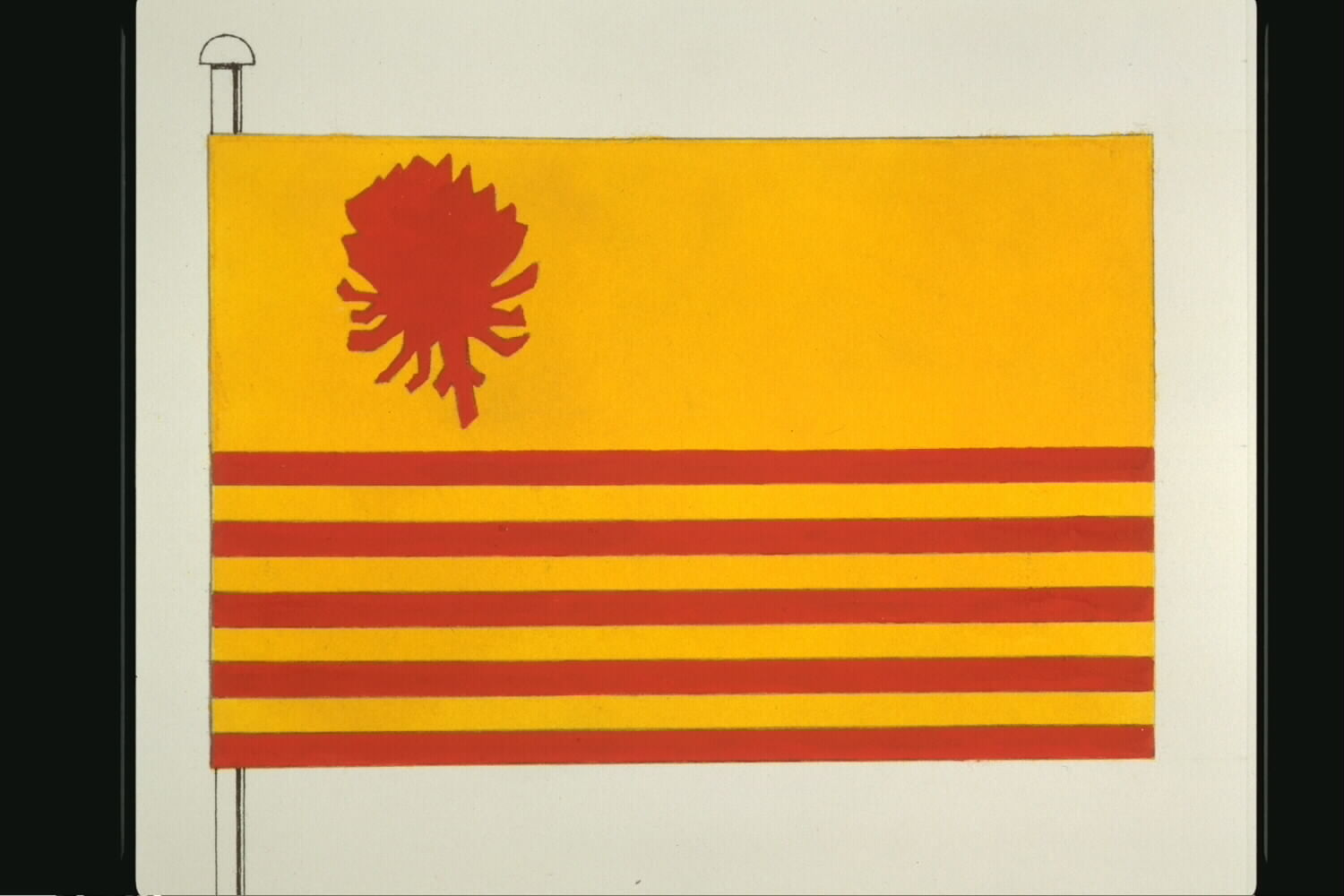
Officiële tekening van de vlag